# 수련
수련(睡蓮, Nymphaea tetragona, water lilies)은 한반도 중부 이남의 늪이나 연못에서 재배하는 여러해살이 수생식물로 길고 단단한 잎자루와 꽃자루는 깨끗하고 얕은 물 속의 진흙에 내린 뿌리줄기에서 나온다. 둥글고 중앙을 향해 갈라진 잎은 물 속에 잠기지 않고 물 위에 둥둥 뜬다. 꽃은 흰색을 띠며, 물 밖으로 나와 있는 길다란 꽃자루 끝에서 6-7월에 핀다. 꽃잎은 낮에 활짝 벌어졌다가 밤에 접힌다. 꽃받침에 싸인 열매는 물 속에서 익은 뒤 썩어서 씨를 내보낸다. 밤에 꽃이 오므라들므로 수련(睡蓮)이라고 한다.

## 재배 및 관리
어린 모종이나 포기나누기한 개체가 뿌리를 제대로 내리고 정착하면 특별히 관리할 것이 없다. 연못에 심은지 얼마 되지 않았을 때는 포기가 천천히 자라지만 일단 크기 시작하면 연못 전체를 메울 수 있으므로, 화분 등에 심어 번식을 제한하는 것이 좋다. 질그릇 등에 심어 실내에서 키울 때는 가는 마사토나 진흙에 심는데, 몇 년에 한 번씩은 흙을 새로 갈아주어야 한다. 증식은 포기나누기로 하면 된다.

## 같이 보기
- 연꽃

## 참고 문헌
- 이 문서에는 다음커뮤니케이션(현 카카오)에서 GFDL 또는 CC-SA 라이선스로 배포한 글로벌 세계대백과사전의 내용을 기초로 작성된 글이 포함되어 있습니다.